# ویورلی (مینه‌سوتا)
ویورلی، مینه‌سوتا (به انگلیسی: Waverly, Minnesota) یک شهر در ایالات متحده آمریکا است که در شهرستان رایت واقع شده‌است.

## خصوصیات
ویورلی ۶٫۶۰ کیلومترمربع مساحت و ۱٬۳۵۷ نفر جمعیت دارد و ۳۰۷ متر بالاتر از سطح دریا واقع شده‌است.